# La Prairie (Minnesota)
La Prairie – miasto w Stanach Zjednoczonych, w stanie Minnesota, w hrabstwie Itasca.